# Metallochlora glauca
Metallochlora glauca is een vlinder uit de familie spanners (Geometridae). De wetenschappelijke naam van deze soort is voor het eerst geldig gepubliceerd in 1977 door Herbulot.
De soort komt voor in tropisch Afrika.